# Демократична левица (Гърция)
Вижте пояснителната страница за други значения на Демократична левица.
Демократична левица (на гръцки: Δημοκρατική Αριστερά – ΔΗΜΑΡ) е малка лявоцентристка партия в Гърция, участвала в коалиционно правителство в периода 20 юни 2012 г. - 24 юни 2013 г. заедно с Нова демокрация и ПАСОК.

## История
Партията е основана на 27 юни 2010 г. от Фотис Кувелис, като в нея се вливат социалдемократическото крило на Синаспизмос и фракцията „Ананеотики“ („Обновление“) на СИРИЗА. Фракцията „Ананеотики“ е против съюза с ПАСОК, а също против критичното отношение на СИРИЗА към ЕС.
Малко преди това, на VI конгрес на Синаспизмос, Кувелис издига кандидатурата си за ръководител на Синазписмос и СИРИЗА, но губи от представителя на по-радикалния Алексис Ципрас (28,67% срещу 70,41%). Към новата партия се присъединяват още три (от шестимата) депутати от СИРИЗА и шест депутати от ПАСОК, което позволява създаването на фракция от десет депутати. На 22 март 2012 г. в партията се включва и групата „Свободни граждани“ на ПАСОК.
На местните избори през 2010 г. кмет на Атина става издигнатият от „Демократична левица“ независим кандидат – професорът по конституционно право Йоргос Каминис, получил на втория тур 52% от гласовете.
На предсрочните парламентарни избори през май 2012 г. партията получава 386 116 гласа (6,11%) и 19 места в парламента, а на извънредните парламентарни избори през юни 2012 г. – 385 079 гласа (6,26%) и 17 места в парламента. На 19 юни 2012 г. представителите на ПАСОК и Демократична левица провеждат съвещание, на което се договарят за обща коалиция с дясноцентристката „Нова демокрация“. На 20 юни 2012 г. е обявено създаването на коалиция, която поддържа предложената от международната общност икономическа програма за изход от кризата.
След една година, на 21 юни 2013 г., Демократичната левица напуска правителствената коалиция и излиза в опозиция в протест срещу едностранното закриване на държавната гръцка телевизия (ЕRT). Въпреки това подкрепата за партията се срива и тя не печели места нито на европейските избори през 2014 г., нито на парламентарните през януари 2015 г., на които участва в коалиция със Зелените.
Фотис Кувелис подава оставка и следващия конгрес през юни 2015 г. избира Танасис Теохаропулос за председател. Демократична левица излъчва лидера си за депутат в парламента на изборите през септември 2015 година като част от коалицията около опозиционното Общогръцкото социалистическо движение. Несъгласен със съюза с ПАСОК Фотис Кувелис с група съмишленици напуска партията и подкрепя СИРИЗА.
През януари 2019 г. Демократична левица е изключена от опозиционния съюз около ПАСОК (т.нар. „Движение за промяна“), тъй като партията подкрепя Преспанското споразумение. Т. Теохаропулос гласува на 25 януари за неговата ратификация, а на 8 февруари - за приема на Република Северна Македония в НАТО.
През април 2019 г. партията влиза в коалиция със СИРИЗА, а лидерът ѝ ТV Теохаропулос става част от правителството на Алексис Ципрас като министър на туризма от май до юли 2019 г. Демократична левица участва в европейските и парламентарните избори през 2019 г. в листите на СИРИЗА, но няма избрани депутати.

## Участие в избори
| Година     | Тип избори    | Гласове | %              | Спечелени места от общия брой | +/- | Бележки |
| ---------- | ------------- | ------- | -------------- | ----------------------------- | --- | ------- |
| 2012 (май) | парламентарни | 386 394 | 6.1 (7 място)  | 19 / 300                      | 19  |         |
| 2012 (юни) | парламентарни | 384 986 | 6.3 (6 място)  | 17 / 300                      | 2   |         |
| 2014       | европейски    | 68 698  | 1.2 (10 място) | 0 / 21                        | 0   |         |
| 2015       | парламентарни | 30 074  | 0.5 (13 място) | 0 / 300                       | 17  |         |